# Montagne (Trentino)
Montagne település Olaszországban, Trento megyében.  Montagne Bocenago, Darè, Ragoli, Vigo Rendena, Villa Rendena, Pelugo, Preore, Stenico és Spiazzo községekkel határos.

## Népesség
A település népességének változása: